# カワサキ・ボイジャー
カワサキ・ボイジャー（Voyager）とは、川崎重工業が製造販売していたオートバイの車種である。
「ボイジャー」のサブネームを持つ車種として、ZN1300Voyager（ゼットエヌせんさんびゃくボイジャー）と、ZG1200Voyager（ゼットジーせんにひゃくボイジャー）がある。

## 概要
1983年にフルパッケージツアラーとしてZN1300Voyagerが発売された。KZ1300Bツーリングの後継モデルとして、前モデルよりもさらに豪華な装備が与えられた。
その3年後の1986年には、ツアラーとして新たにZG1200Voyagerが発売された。ZG1200Voyagerでは新たに水冷直列4気筒DOHC4バルブ1,196ccエンジンが採用された。
「ボイジャー」のサブネームは、2011年以降にバルカン（VN）シリーズの1,700ccクラスの派生モデルにも使用されている。

## モデル一覧

### ZN1300ボイジャー
ZN1300Voyagerは、1983年に発売された。
ロードモデルのKZ1300をベースとする先代のKZ1300Bツーリングが、専用の大型フロントカウル、サイドボックス、テールボックス、オーディオなどの快適装備が搭載したのを受け継ぎ、前後セミエアショックと共にエアコンプレッサーが奢られ、ヘビー級の車体がスムーズに立てられるように2段式のセンタースタンドとなるなど、より充実した装備を備えた。エンジンは、Z1300系の後期型（ZG1300A1）同様にクランクケースが改修された水冷直列6気筒DOHC2バルブ1,286ccエンジンを搭載。キャブレターではなくインジェクションを採用し、専用フレームが与えられた。
1983年の A1 から1988年の A6 まで発売された。

### ZG1200ボイジャー
ZG1200Voyagerは、1986年に発売された。
エンジンは新設計された水冷直列4気筒DOHC4バルブ1,196ccエンジンを搭載。インジェクションではなくキャブレターであった。装備はZN1300Voyagerと変化はなかったものの、乾燥重量は100kg軽くなった。
1986年の ZG1200A から1987年のZG1200Bとなり、2000年まで販売された。
ZG1200Voyager用に設計されたエンジンは、のちに改修されてZEPHYR1100に採用された。空冷化と排気量と縮小がなされ、1気筒あたり2本のスパークプラグを使用する方式に変更された空冷DOHC2バルブ1,062ccエンジンは、1992年に発売されたZEPHYR1100に搭載され、2006年の最終型まで使用された。